# Year of the Flood
Year of the Flood er et livealbum fra den skotske keltiske rockband Runrig fra 2008. Det er en optagelse af gruppens Beat The Drum udendørs koncert den 18. august 2007, som foregik på Borlum Farm nær Drumnadrochit ved Loch Ness i Skotland, og den udkom på CD og DVD.
Det var bandets største event under Highland 2007, som var en serie kulturelle arrangementer, der fejrede højlandskultur, samt et resultat af flere års ønske om at spille en stor udendørs koncert i højlandet for at mindes deresLoch Lomond-koncert fra 1991.
Natten før koncerten, efter en lang periode med tørt vejr, begyndte det at regne voldsomt, hvilket fortsatte hele dagen. Dette omdannede festivalområdet og parkeringsområdet til en mudderpøl, hvilket passede godt til det nummeret "Year of the Flood", fra gruppens studiealbum Everything You See, der var udkommet i maj samme år.
Festivalen startede kl 14 om eftermiddagen med opvarmningsbands i form af Vatersay Boys, Aberfeldy, Julie Fowlis, Great Big Sea, Wolfstone og Red Hot Chilli Pipers. Kl 20 blev de omkring 17.000 publikummer bedt om at fjerne deres paraplyer, så de kunne optage koncerten til en DVD.

## Spor
DVD
1. Intro Music (2:20)
2. Year of the Flood (4:21)
3. Pride of the Summer (4:22)
4. Road Trip (5:09)
5. Proterra (6:17)
6. The Ocean Road (6:27)
7. An Toll Dubh (2:45)
8. Sona (4:04)
9. The Engine Room (4:22)
10. Every River (5:21)
11. A Reiteach/Drums (6:10)
12. In Scandinavia (6:05)
13. Clash of the Ash (4:53)
14. Skye (8:40)
15. Hearts of Olden Glory (5:30)
16. Something's Got to Give (3:48)
17. Protect and Survive (5:39)
18. On the Edge (2:55)
19. Loch Lomond (7:36)

Credits: Book Of Golden Stories/An Dealachadh (3:12)
CD
1. Intro Music (2:05)
2. Year of the Flood (4:21)
3. Pride of the Summer (4:22)
4. Road Trip (5:09)
5. Proterra (6:17)
6. The Ocean Road (6:27)
7. Sona (4:04)
8. The Engine Room (4:22)
9. Every River (5:21)
10. In Scandinavia (6:05)
11. Clash of the Ash (4:53)
12. Hearts of Olden Glory (5:30)
13. Something's Got to Give (3:48)
14. Protect and Survive (5:39)